# タナ川 (ノルウェー)

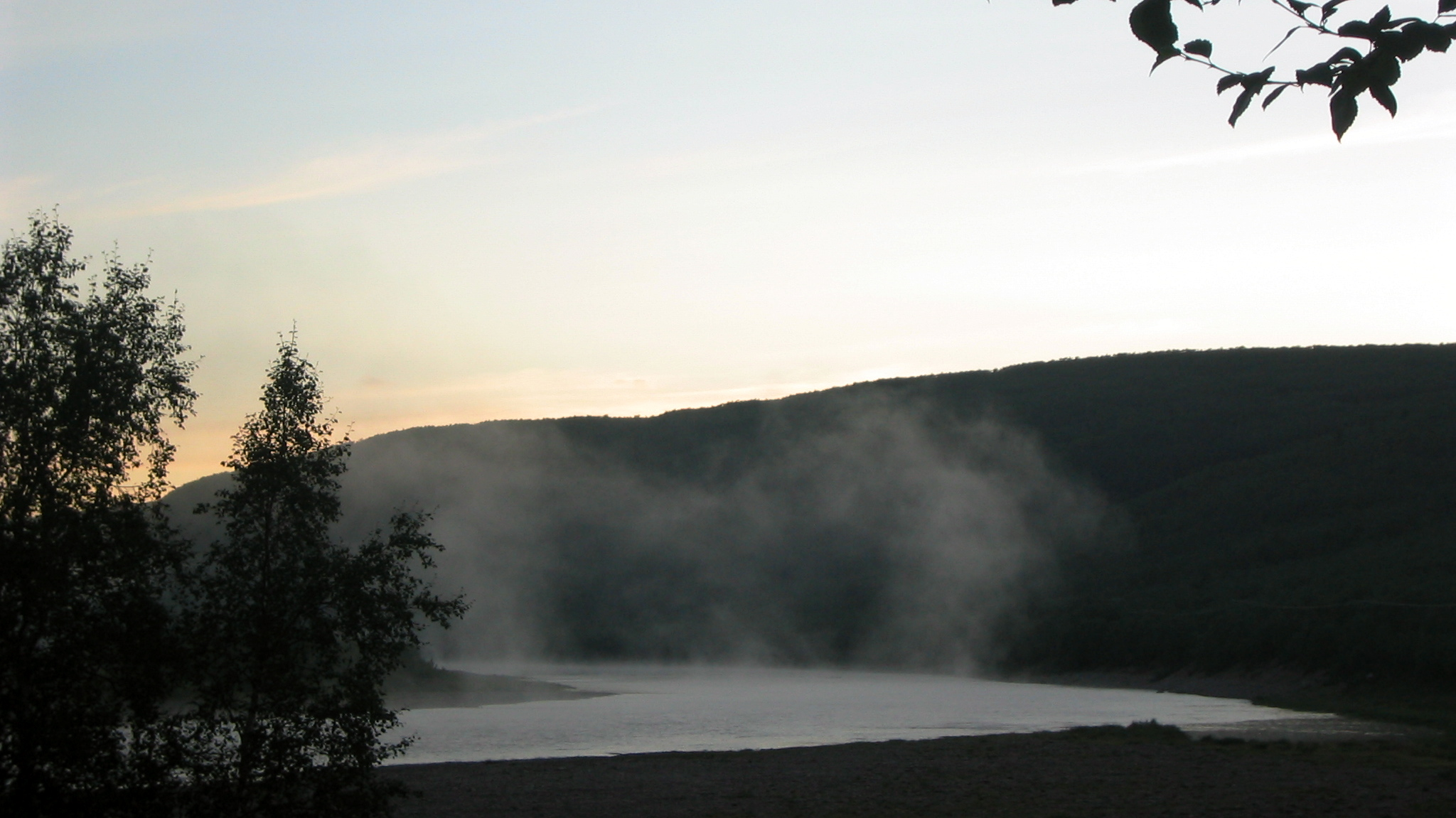
白夜のタナ川

タナ川（ノルウェー語: Tanaelva）は、ノルウェーのフィンマルク県とフィンランドのラッピ州を流れる全長330kmの河川。タナ川はノルウェー名であり、フィンランドではテノ川（フィンランド語: Teno）となる。一帯にはサーミ人が分布するが、その「サーミ」は「大きな川」を意味する。主な支流にアナリョーカ川（フィンランド名：イナリ川）、カラショフカ川など。
上流では256kmにわたって、フィンランドのウツヨキとノルウェーのカラショーク、タナとの国境を流れる。この川はノルウェーで三番目に大きい。
フィンランドとノルウェーでも最も豊かなサケの漁場であり、1929年にはニルス・マティス・ワレが36kgのタイセイヨウサケを釣り上げ、世界記録に認定された。
冬は12月から4月まで、2本のアイスロードができる。重量制限は2トンだが、他にもいくつかの制限がある。1948年には全長195mのタナ橋が、1993年にはウツヨキにサーミ橋がそれぞれ完成した。
タナフィヨルドに注ぎ、河口はヨーロッパでも最大級の三角州になっている。一帯はカワアイサの生息地とアザラシの繁殖地で、2002年にラムサール条約登録地となった。